# Piet Braspennincx
Piet Braspennincx (Rijsbergen, 29 augustus 1943) is een voormalige Nederlandse wielrenner. 
Piet is de zoon van Janus Braspennincx. Net als zijn vader was hij professioneel wielrenner. Hij was echter geen baanwielrenner zoals zijn vader, maar heeft op de weg diverse successen behaald. Zijn top lag tussen 1965 en 1969.
Naast wielrenner was Piet Braspennincx een van de eerste Nederlandse deelnemers aan Parijs-Dakar. Al in 1982 deed hij mee en reed hij met zijn team de race uit. Zijn ervaring als lid van het korps commandotroepen kwam daarbij goed van pas. 

## Resultaten in voornaamste wedstrijden
| Jaar | Milaan-San Remo | Parijs-Roubaix | Amstel Gold Race | Parijs-Brussel | Parijs-Tours |
| ---- | --------------- | -------------- | ---------------- | -------------- | ------------ |
| 1965 |                 |                |                  |                | 59e          |
| 1966 | 96e             | 47e            | opgave           | 88e            | 57e          |
| 1968 |                 |                | opgave           |                |              |